# Angles (Alpes da Alta Provença)
Angles é uma comuna francesa na região administrativa da Provença-Alpes-Costa Azul, no departamento dos Alpes da Alta Provença. Estende-se por uma área de 9,83 km². Em 2010 a comuna tinha 68 habitantes (densidade: 6,9 hab./km²).